# Williams Lake
Williams Lake è una città della Columbia Britannica, in Canada, situata nel distretto regionale di Cariboo, del quale è capoluogo.